# اچ‌ام‌ای‌اس سواردمن
اچ‌ام‌ای‌اس سواردمن (به انگلیسی: HMAS Swordsman) یک کشتی بود که طول آن ۲۷۶ فوت (۸۴ متر) بود. این کشتی در سال ۱۹۱۸ ساخته شد.